# وعد مرادبیگی
وعد مرادبیگی (زاده ۱۳۴۵ در کاظمین)، رئیس حوزه علمیه استان ایلام است که با کسب ۱۱۸۴۰۵ رأی به‌عنوان نماینده استان ایلام در دوره ششم مجلس خبرگان رهبری انتخاب شد.